# Gaibach (Adelsgeschlecht)
Gaibach (Eigenbezeichnung Gubach) ist der Name eines fränkischen Rittergeschlechts. Eine Familie von Gaibach war im gleichnamigen Dorf, heute einem Stadtteil von Volkach im unterfränkischen Landkreis Kitzingen begütert. Neuere Forschungen zweifeln die Existenz des Geschlechts an.

## Geschichte
Erstmals erwähnt wurde die Familie im ausgehenden 13. Jahrhundert, die ältere Literatur geht von einer Existenz bereits im 12. Jahrhundert aus. Die Familienmitglieder waren als Lehensträger den Grafen zu Castell zugeordnet. In einer Urkunde des Jahres 1295 verzichtete Heinrich von Zabelstein gegenüber dem Kloster Ebrach auf den Zehnt von einer einzelnen Hube in Ober- oder Unterspießheim. Sie gehörte ursprünglich dem Hermann de Gubach, der den Zehnt an das Stift Heidenfeld übergab. Zwei weitere Einträge im ältesten Lehenbuch des Hochstifts Würzburg erwähnen außerdem den Gottfried de Gubach. Dieser war zusammen mit einem gewissen Konrad Reder mit einer kleinen Feldfläche in Gaibach belehnt geworden. 
Aufgrund der wenigen Erwähnungen und der geringen Flächen in der Hand der einzelnen Mitglieder, geht Erwin Riedenauer davon aus, dass die Herren von Gaibach nicht existierten. Die einzelnen Namensnennungen sind für ihn lediglich Nennungen des Wohnortes Gaibach. Dagegen spricht allerdings, dass die Zollner von der Hallburg, die 1412 die Vogtei über Gaibach erhielten, in der Folge eine eigene Linie nach dem Ort benannten. 

## Mitglieder
- Hermann von Gaibach (gen. 1295)
- Conrad von Gaibach (gen. 1299)
- Gottfried von Gaibach (gen. 1303)